# Edmond
Edmond   (Barcelona, març 1938) (o Edmundo) Fernández Ripoll, que signa simplement amb el seu nom de pila, és un historietista i il·lustrador català. La seva obra més coneguda és Jan Europa.

## Biografia

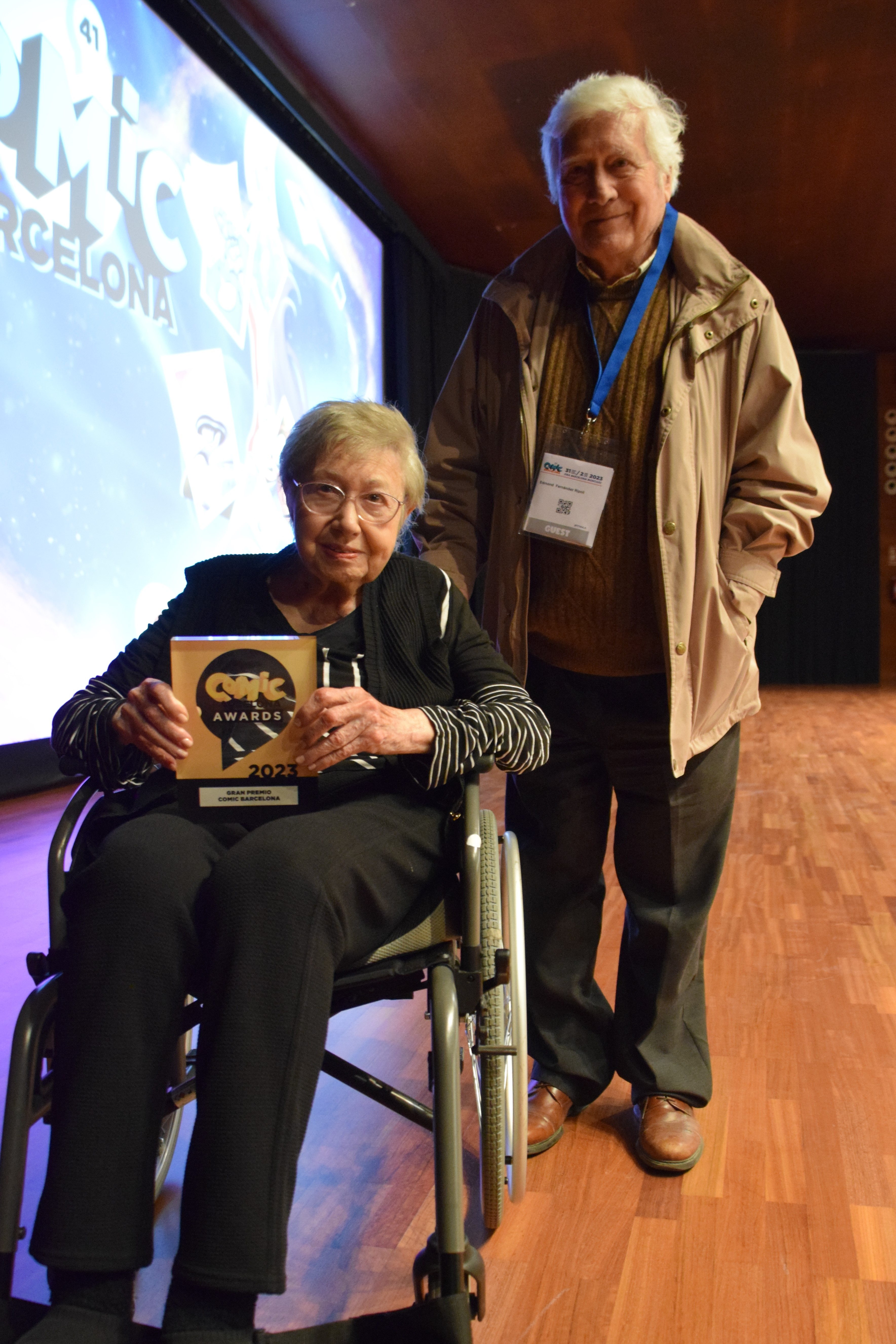
Edmond al 41 Comic Barcelona acompanyant a Trini Tinturé, Gran Premi del Saló (2023).

El jove Edmond treballa a una ferreteria, en venda de samarretes per correu i com assistent per les agències de publicitat Publicitas, Radar i Publicidad Mediterranea fins que l'any 1959 és contractat per l'Editorial Bruguera, primer per portar la part artística del departament de publicitat i poc després per adaptar populars personatges de televisió, com Rintintín, Bonanza, Daniel Boone o Bronco. Als anys seixanta també publica historietes romàntiques a revistes juvenils femenines com Celia, As de Corazones, Sissi, Sissi-gráfico o Sissi-juvenil i pel mercat britànic a les revistes Young Lovers i True Life Library.
A partir de 1970 publica algunes històries per a la col·lecció Joyas Literarias Juveniles, com les adaptacions de les noveles Rob Roy, Tom Sawyer i La capitana del Yucatan.
A través d'agències internacionals com Creaciones Editoriales continua publicant pel cómic britànic (Adarés Anglians, How The West Was Won, The Handcuff Hotspurs, The Quest, Tyler the Tamer) i comença també a fer-ho pel francès (Brigade Temporelle, Mike Nelson), holandès (Elsje de Windt, Mimi, Meta de Bokesprong, Oberon, Sas and Lies), suec i, fins i tot, zairès.
A Espanya hi realitza, amb guió de Víctor Mora, Supernova (publicat a la revista Súper Mortadelo, 1973) substituint José Bielsa qui feia els dibuixos des que va començar la sèrie l'any anterior, i amb guió d'Andreu Martín, Fantasia S.A. (Tío Vivo, 1975) i Los Titanes (Super Sacarino i Super Ases). Aquests treballs es veuen interromputs o les continuen altres dibuixants a causa de la seva feina a Anglaterra on podien pagar tres o quatre vegades millor.
Al 1976 crea Eva Star per a la revista Can Can i a l'abril de 1979, Jan Europa, la seva sèrie més popular i la primera escrita per ell, per a Mortadelo,. Ell mateix es va encarregar del color, amb aquarel·la, per assegurar el resultat que no solia ser bo a la resta de la revista. La fi de l'editorial, que finalment no es dona tan ràpid, fa que només es publiqui durant dos anys, quedant inacabada.
Similar a Jan Europa és Doctor Impossible de 1984, també escrita per ell i de gènere fantàstic.
Després de la desaparició de Bruguera, il·lustra històries d'humor com Fede y sus colegas, dramón urbano por entregas i La vida crítica y la crítica de la vida amb guió de Jaume Ribera, Cinemateca o TelaVisión escrites per ell pel TBO d'Ediciones B.
Després del tancament de la línea d'historietes d'Ediciones B, continua treballant pel còmic holandès, a la revista de noies Tina de l'editorial Oberon, on hi treballa durant més de trenta anys. Edmond va il·lustrar moltes històries independents, i sèries de personatges recurrents com Mimi, Sas en Lies, Elsje de Windt, Astrid, Meta van de Bokkesprong i Duikclub Barracuda. També fa fons per sèries de dibuixos animats per a la desapareguda productora Neptuno Films. Durant els darrers anys de la seva col·laboració a Holanda, va aconseguir que Purita Campos fos l'artista del còmic "Tina en Debbie" entre el 2007 i el 2010. A més de dibuixar còmics, també és un il·lustrador de llibres i pintor de cartells de pel·lícules.

## Estil
Armand Matias i Guiu va escriure sobre aquest autor:
| « | Edmond és un dibuixant metòdic, acompasat, summament correcte. Molt cerebral. El seu estil, fotogràfica. Quan dibuixa un edifici, una situació, és exacta a com existeis a la realitat o a com seria si existís. | » |

## Obra
| Any     | Títol                                          | Guionista              | Publicació                                       |
| ------- | ---------------------------------------------- | ---------------------- | ------------------------------------------------ |
| 1967    | Bonanza                                        | Vicente Palomares      | Tele Color (Editorial Bruguera)                  |
| 1972-73 | Supernova                                      | Víctor Mora            | Super Mortadelo (Editorial Bruguera)             |
| 1973    | Brigade Temporalle                             | Claude-Jacques Legrand | Futura (Editions Lug)                            |
| 1975    | Fantasía S.A.                                  | Andreu Martín          | Tío Vivo (Editorial Bruguera)                    |
| 1976    | Los Titanes                                    | Andreu Martín          | Super Sacarino (Editorial Bruguera)              |
| 1979    | Jan Europa                                     | Edmond                 | Mortadelo i Super Mortadelo (Editorial Bruguera) |
| 1983    | Mimi                                           | Edmond                 | Jana (SARPE)                                     |
| 1983    | Barracuda                                      | Edmond                 | Jana (SARPE)                                     |
| 1984    | Doctor Impossible                              | Edmond                 | Mortadelo (Editorial Bruguera)                   |
| 1986    | Erika                                          | Edmond                 | Chicas (Editorial Bruguera)                      |
| 1986    | Marga                                          | Armand Matias i Guiu   | Chicas (Editorial Bruguera)                      |
| 198-    | Sindy                                          | Edmond                 | TBO (Editorial Bruguera)                         |
| 1988    | Cinemateca TBO                                 | Edmond                 | TBO (Ediciones B)                                |
| 1988    | Fede y sus colegas, dramón urbano por entregas | Jaume Ribera           | TBO (Ediciones B)                                |
| 198-    | Supertrailers                                  | Edmond                 | Super Mortadelo (Ediciones B)                    |
| 198-    | La Tribu                                       | Edmond                 | TBO (Ediciones B)                                |
| 1989    | La vida crítica y la crítica de la vida        | Jaume Ribera i Edmond  | TBO (Ediciones B)                                |